# Game Developer
Game Developer fue una revista estadounidense para profesionales de la industria de los videojuegos, que comenzó a publicarse en marzo de 1994 por Miller Freeman, Inc. con una periodicidad trimestral, luego bimestral y finalmente mensual. En cada número, los líderes y expertos de la industria compartían soluciones técnicas, revisaban nuevas herramientas de desarrollo de videojuegos y discutían estrategias para crear videojuegos innovadores y exitosos. Los análisis mensuales analizaban los videojuegos más importantes de la industria, desde consolas AAA hasta videojuegos sociales y móviles y más allá, y las columnas brindaban información sobre prácticas de desarrollo más profundas en todas las disciplinas, desde el diseño hasta la programación, el arte, los negocios y el audio. Se dejó de publicar en 2013 como parte de una reestructuración en la empresa matriz UBM Tech (parte de UBM plc) que incluyó el cierre de todas las publicaciones impresas propiedad de esa empresa.